# الیچودی
الیچودی (به ایتالیایی: Isola Alicudi) یک منطقهٔ مسکونی در ایتالیا است که در لیپاری واقع شده‌است. الیچودی ۵٫۲ کیلومتر مربع مساحت و ۱۲۰ نفر جمعیت دارد.